# 도로시 트리

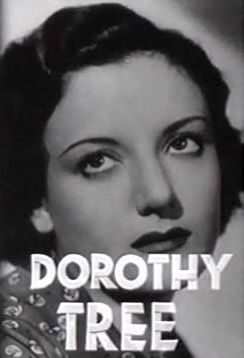

도로시 트리(Dorothy Tree, 1906년 5월 21일 ~ 1992년 2월 13일)는 미국의 배우, 연극 배우, 교사, 영화배우이다.
브루클린에서 태어났다.

## 영화
- 맨 (1950년)
- 아스팔트 정글 (1950년)
- 엣지 오브 다크니스 (1943년)
- 일리노이의 에이브 링컨 (1940년)
- 나치 스파이의 고백 (1939년)
- 히어 컴스 더 네이비 (1934년)
- 드라큐라 (1931년)